# Église de la Panagía Kapnikaréa
Pour les articles homonymes, voir Église de la Panagía.
L’église de la Panagía Kapnikaréa (grec moderne : Εκκλησία της Παναγίας Καπνικαρέας), ou simplement Kapnikaréa (Καπνικαρέα), est un édifice byzantin du troisième quart du XIe siècle situé sur la rue Ermoú, dans le centre historique d'Athènes.

## Origine du nom
L'église tirerait vraisemblablement son nom de la profession de son commanditaire, chargé de la collecte du fouage (en grec médiéval : Καπνικάριος / Kapnikários), un impôt sur chaque feu rétabli par l'empereur byzantin Nicéphore Ier au début du IXe siècle,.
Au cours de son histoire, l'édifice est toutefois connu sous différents noms populaires : Kamoucharéa, du nom du tissu de soie utilisé dans la liturgie orthodoxe, « Notre-Dame de la princesse » (Παναγία της Βασιλοπούλας), selon la tradition attribuant l'érection d'une église antérieure au monument actuel à une impératrice byzantine originaire d'Athènes (Eudocie II ou Irène), ou bien encore « Notre-Dame de Préntzas » (Παναγία του Πρέντζα), du nom du bienfaiteur et artisan de la Révolution grecque qui fit réparer l'édifice au milieu du XIXe siècle.

## Histoire
Dédiée à la Vierge et célébrant la Présentation de Marie au Temple, l'église est datée entre 1050 et 1075. Elle fut potentiellement érigée à l'emplacement d'une précédente église byzantine, elle-même ayant pris place sur les ruines d'un temple en l'honneur d'Athéna ou de Déméter,.
L'édifice ne fut pas épargné par la guerre d'indépendance grecque, notamment les bombardements depuis l'Acropole lors du troisième siège d'Athènes en 1826, si bien que la chapelle sainte-Barbara fit l'objet d'une rénovation par Ioánnis Préntzas à la fin du conflit.
En 1834, les projets d'aménagement urbain de la nouvelle capitale de la Grèce, voulus par le roi Othon Ier et confiés à Leo von Klenze, prévoyaient la destruction de l'édifice dans le cadre du percement de la rue Ermoú. Le monument fut cependant sauvé de la démolition grâce à l'entremise du roi de Bavière, Louis Ier, puis protégé par le roi Othon. Après la destitution d'Othon près de trois décennies plus tard, l'église fut à nouveau menacée, en août 1863, par une décision du gouvernement provisoire (el) de Benizélos Roúfos, mais finalement sauvée par l'intervention des fidèles et du métropolite d'Athènes, Theófilos (el).
Depuis 1931, l'église présente la particularité d'appartenir à l'université nationale et capodistrienne d'Athènes,,. Ce changement de propriété occasionna des campagnes de restauration dans les années 1930, qui se succédèrent jusqu'en 1986.

## Architecture
L'église actuelle, qui fut vraisemblablement le catholicon d'un ancien monastère, présente une architecture complexe articulant trois structures principales relativement distinctes : l'église de la Panagía Kapnikaréa au sud, la chapelle sainte-Barbara au nord et l'exonarthex à l'ouest. Comme d'autres églises de la même époque, l'édifice est situé à un niveau inférieur par rapport au sol actuel de la place éponyme qui l'entoure.

### Église de la Panagía Kapnikaréa
Partie la plus ancienne, l'église dédiée à la Théotokos affiche un plan à croix inscrite. Le naos est composé de quatre colonnes du début du Ve siècle coiffées de chapiteaux corinthiens, trois en granite et la quatrième en marbre cipolin vert de Karystos, soutenant une coupole sur pendentifs. Outre l'entrée initiale par l'esonarthex à l'ouest, l'édifice originel comportait une entrée centrale au sud aujourd'hui comblée. Cette ancienne porte est surmontée d'un arc outrepassé similaire à celui observable sur le mur nord de l'église des Saints-Asomates d'Athènes. La maçonnerie en appareil cloisonné à croix, qui alterne pierre poreuse et brique, laisse apparaître quelques symboles pseudo-coufiques,. Le dôme octogonal est caractéristique du « type athénien (el) », percé de huit fenêtres séparées par de fines colonnes, des sculptures animales surmontant les chapiteaux et des voussures en marbre. Les fresques intérieures néo-byzantines, réalisées à partir de 1942, sont l'œuvre du peintre Fótis Kóntoglou et de ses élèves,.

### Chapelle sainte-Barbara
La chapelle sainte-Barbara occupe la partie septentrionale du complexe monumental. Les travaux commencèrent probablement peu après la construction de l'église principale, comme en témoignent les nombreuses ressemblances dans la maçonnerie du mur oriental des deux structures. En revanche, le reste de la chapelle visible de nos jours est le fruit d'une rénovation du début du XIXe siècle, du moins avant 1836. Le dôme, plus petit et moins haut que son voisin méridional, est aussi plus grossier.

### Exonarthex
Un narthex extérieur, autrefois portique, permet de lier l'église et la chapelle au sein d'une façade unifiée. Il est ainsi postérieur au reste du complexe et date probablement du début du XIIe siècle. Un ensemble d'arches, de colonnes et de pilastres, surmonté par quatre toits à deux versants, forme le côté occidental de l'édifice. À l'angle sud-ouest, un porche à deux colonnes du VIe siècle abrite une mosaïque de la Vierge à l'enfant réalisée par Élli Vóila et Agínor Asteriádis (el) en 1936.

## Galerie

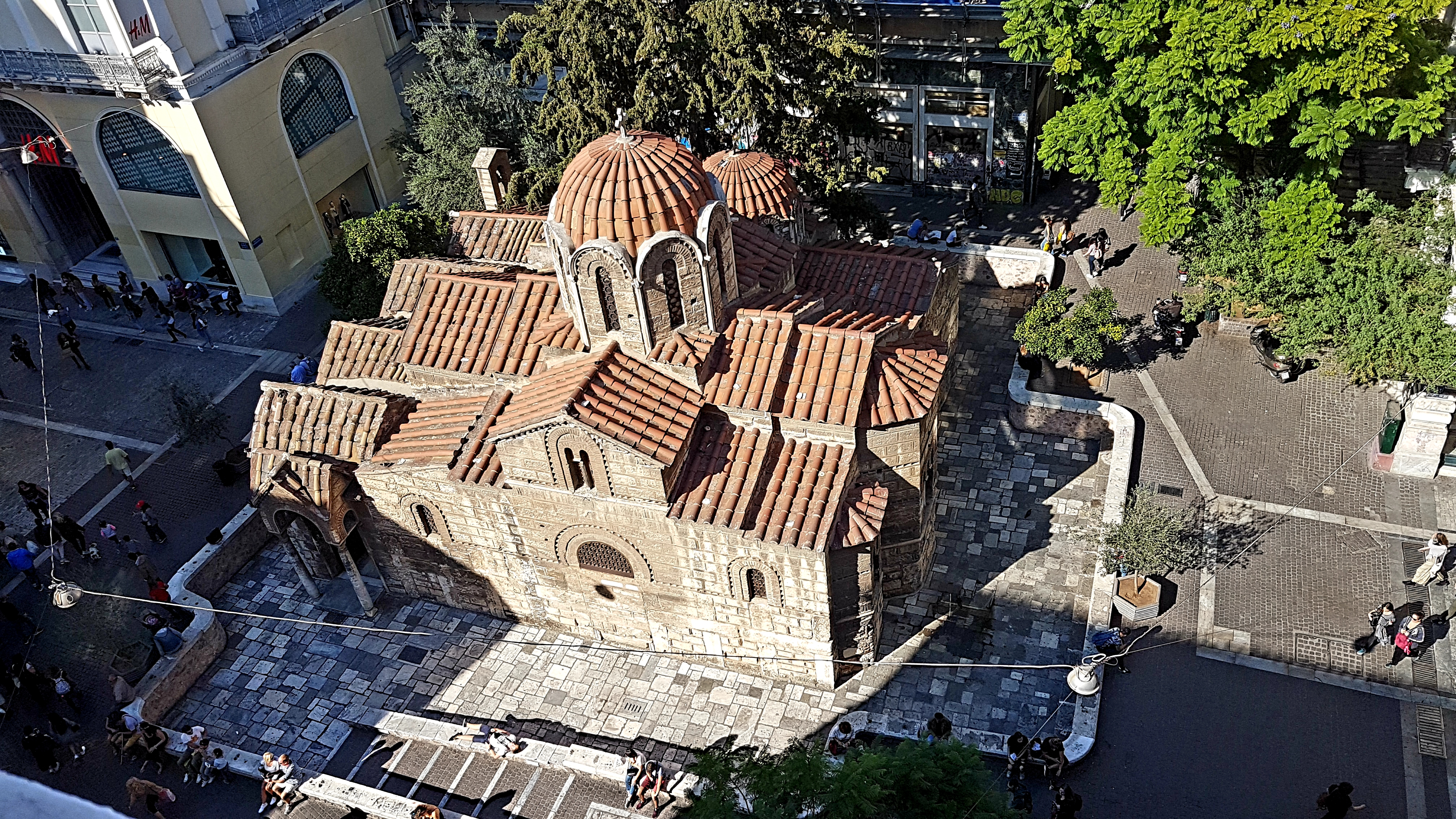
Vue aérienne depuis le sud
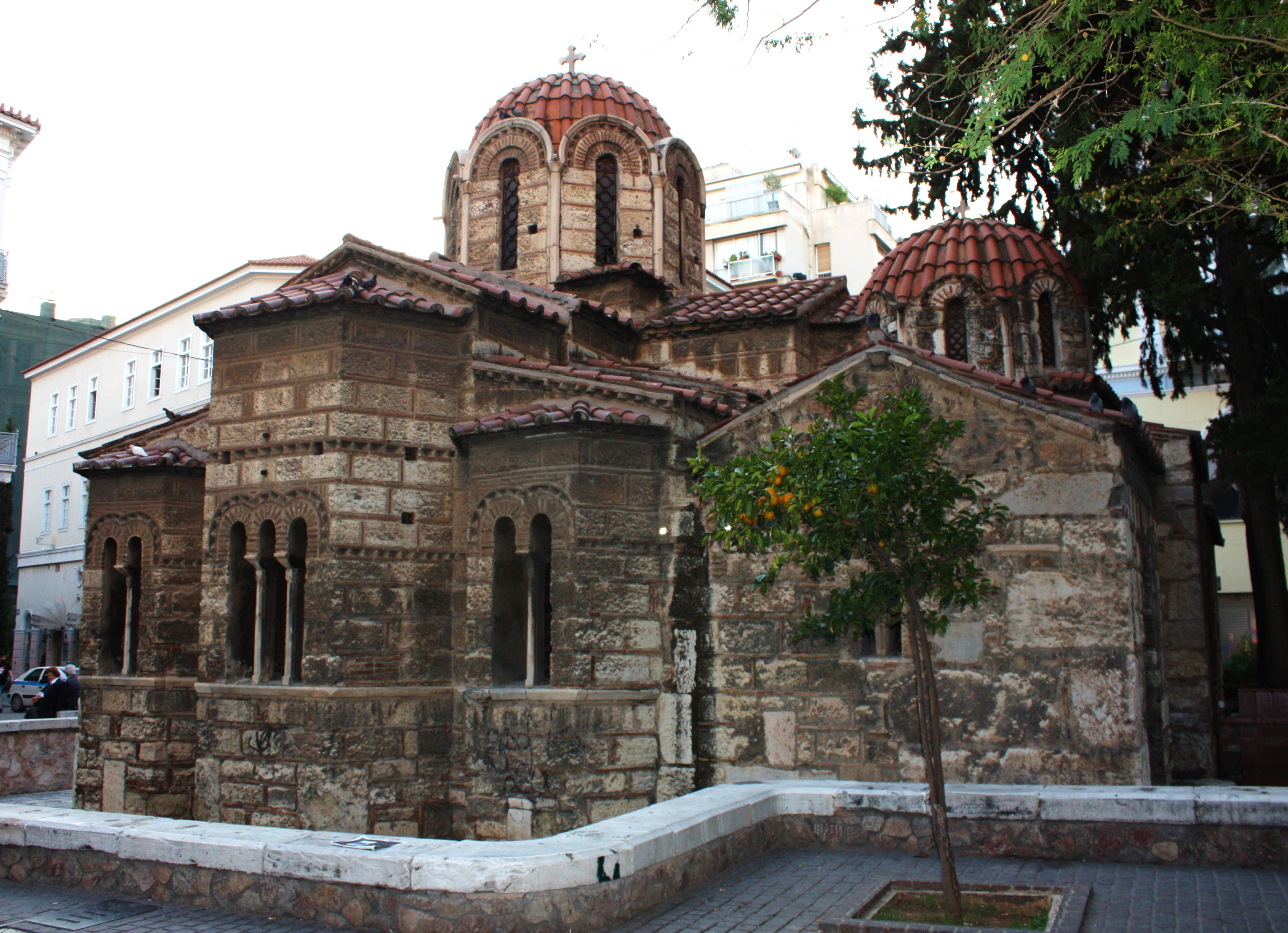
Église de la Panagía Kapnikaréa (gauche) et chapelle sainte-Barbara (droite)
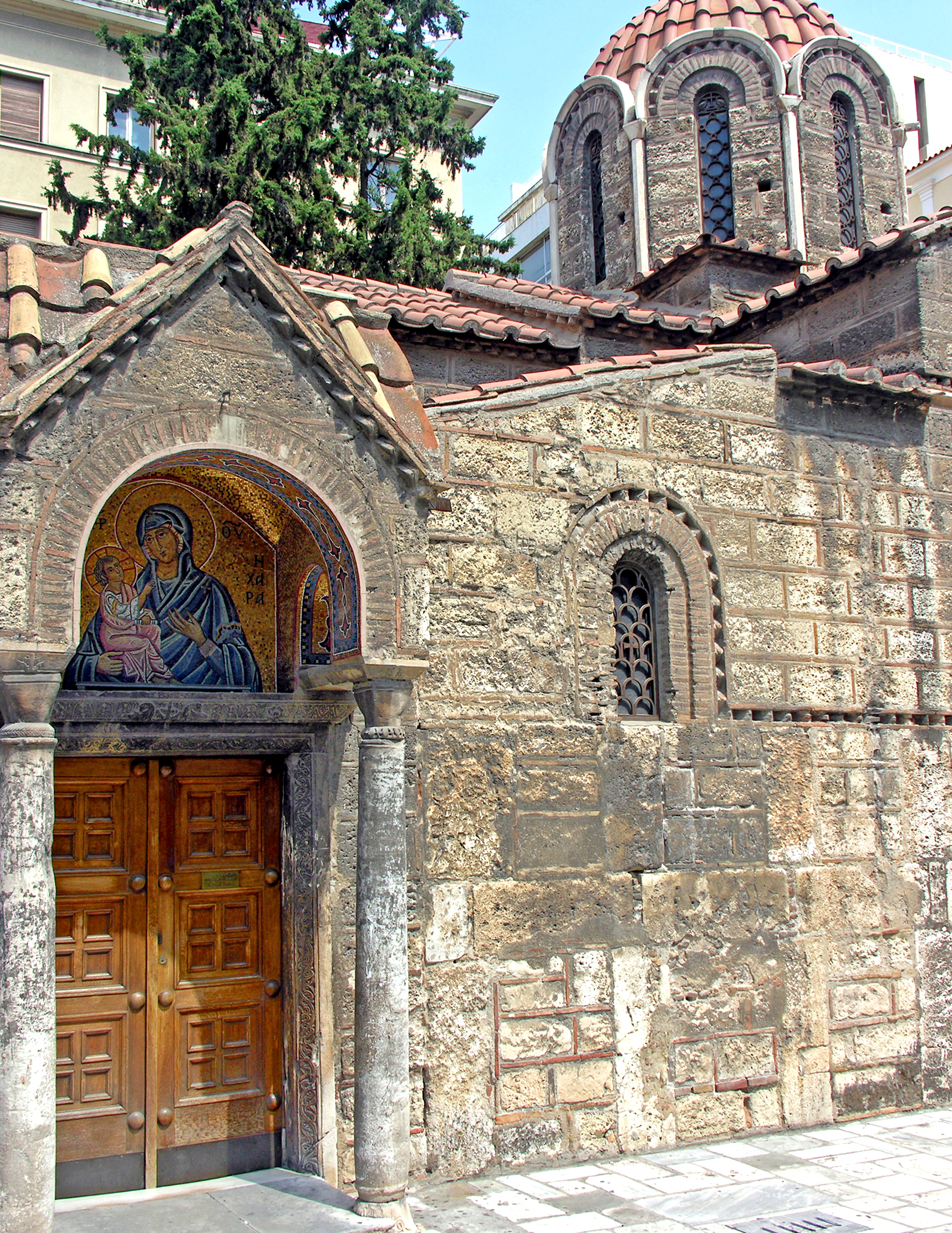
Porche d'entrée au sud-ouest
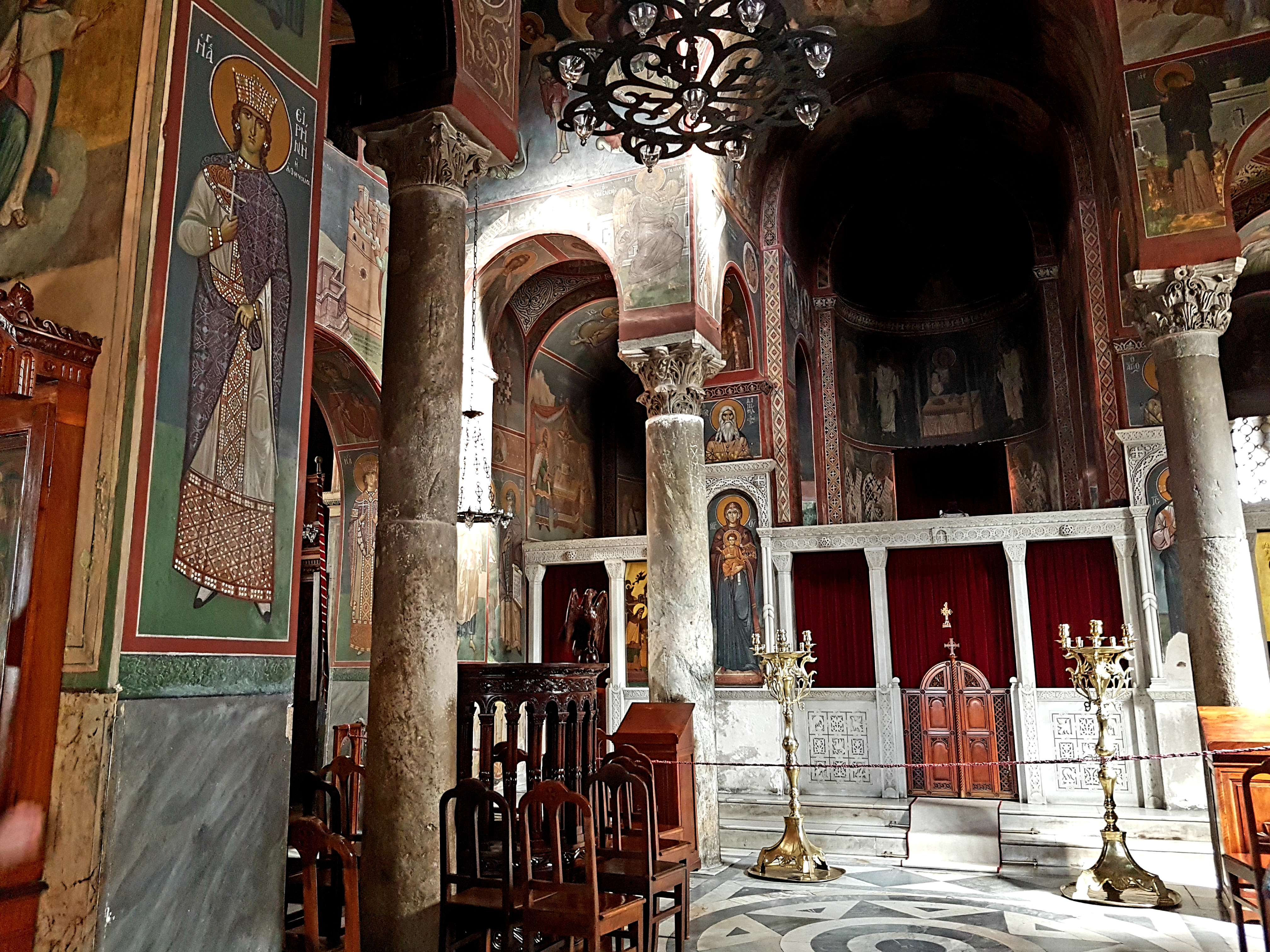
Vue du naos et du sanctuaire depuis le narthex intérieur
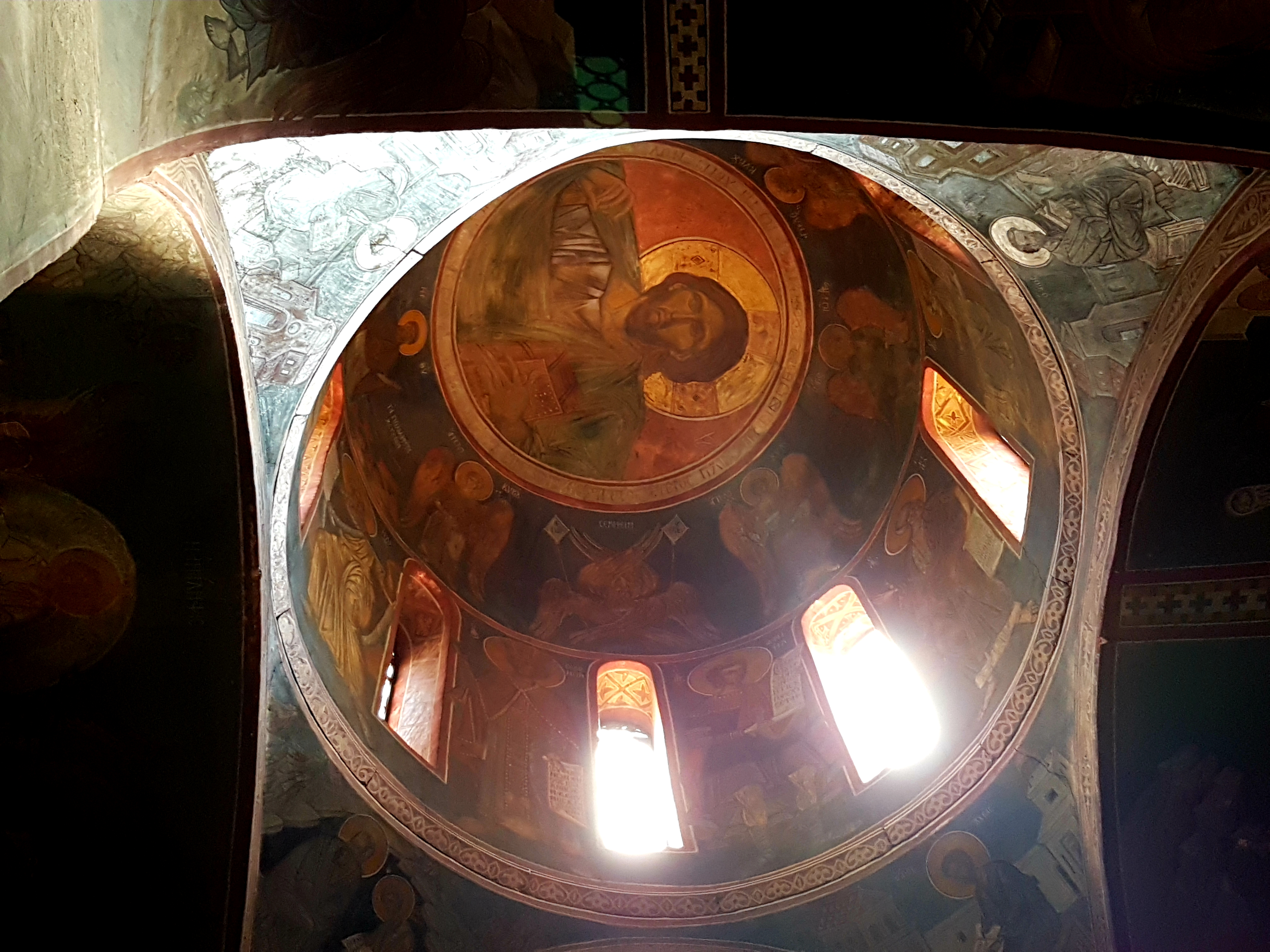
Coupole du naos de l'église